# 共和国之恋
《共和国之恋》又名《生死相依我苦恋著你》，由刘毅然作词、刘为光作曲，是一首赞颂中华人民共和国科技界知识分子的歌曲。亦即1988年为科学家主题电视系列专题片《共和国之恋》创作的主题曲。刘毅然以钱学森、邓稼先、张广厚等一批科学家的事迹为基础，一度易稿创作而成。该歌曲的首唱者刘畅并非专业歌唱演员，而是当时中央乐团的巴松管乐手。

## 影响
因其在知识界的代表性，《共和国之恋》如今已成为中国科学院老科学家合唱团的保留曲目，通常在中国科学院院庆时集体演唱。该歌曲在美声、民族、通俗三种唱法的歌手中均广受欢迎。
首唱者刘畅因《共和国之恋》而为另一名作曲家孟卫东所知，1990年成为孟卫东所作《同一首歌》的首唱者。2000年由该歌词作者刘毅然执导的电视剧《我亲爱的祖国》也以《共和国之恋》为主题歌，片尾曲更使用了刘畅演唱的最初版本